# Faloppia
Il Faloppia è un torrente che scorre tra Lombardia (Italia) e Canton Ticino (Svizzera).

## Idrografia
Il torrente nasce in Italia, tra i comuni di Uggiate con Ronago e Faloppio (dal quale prende il nome).    
Nel suo corso italiano forma la Val dei Mulini (in dialetto comasco Val di Murnè o Murneè, da non confondersi con la Valmulini, valle della città di Como, formata dal Fiume Aperto), che tra i secoli XIX e XX arrivò a comprendere ben ventidue mulini movimentati dall'acqua di due rogge derivate, appunto, dal torrente Faloppia.
Tra gli anni 1950 e 1970, la realizzazione di alcune cave nelle zone di Gaggino, Drezzo e al Roncaccio di Ronago, unitamente all'apertura di alcune industrie tessili, causarono una riduzione della portata media del fiume.    
Nel tratto iniziale, il torrente è formato da due rami principali - uno occidentale e l'altro orientale - che raccolgono i contributi di valletti minori. Il ramo principale occidentale scorre in un'area boschiva tra Uggiate, Trevano, Gaggino e Camnago Faloppia. Il ramo principale orientale forma invece una valle situata tra Bernasca, Parè è Drezzo. La confluenza tra i due rami principali si trova poco più a monte del ponte situato lungo il tratto di strada provinciale che mette Uggiate con Ronago in comunicazione con Colverde. Tale ponte, ristrutturato nel 2002, è un rifacimento del 1905 di un'analoga struttura edificata successivamente alla compilazione del Catasto Teresiano.
Passata la zona anticamente detta Mulini di Chiasso Maggiore, il torrente scorre per lunghi tratti in maniera sostanzialmente parallela alla strada che conduce al valico di Ponte Faloppia. In località Fornace, riceve le acque del depuratore di Ronago.    
Dopo aver varcato il confine con la Svizzera a Seseglio, non lontano dal valico di Ponte Faloppia, il Faloppia attraversa i comuni di Balerna, Morbio Inferiore e Chiasso (distretto di Mendrisio), dove il corso d'acqua rimane a cielo aperto attraversando il cosiddetto quartiere Soldini, fra le Vie Milano e Antonio Chiesa. L'alveo diventa coperto nei pressi dello smistamento merci di Chiasso; subito dopo, il torrente vira verso Nord-Est, scorre parallelamente all'attuale via Volta (dove il 30 ottobre 1976 si registrò un'esondazione). Infine, all'altezza della dogana merci di Brogeda, il Faloppia raggiunge il Breggia, dopo aver percorso circa 5 chilometri in territorio elvetico.